# Sol Sol
Sol Sol es una localidad peruana ubicada en el distrito de Chulucanas, perteneciente a la provincia de Morropón del departamento de Piura, al norte del Perú.

## Demografía
En el 2017 Sol Sol tenía una población de 2513 habitantes, según el INEI.
| Gráfica de evolución demográfica de Sol Sol entre 1993 y 2017 |
|                                                               |
| Fuentes: Población 1993 y 2017                                |